# Milan Puzrla
Milan Puzrla (18 de abril de 1946 – 24 de maio de 2021) foi um ciclista olímpico tchecoslovaco. Representou sua nação nos Jogos Olímpicos de Verão de 1968, 1972 e 1976. Conquistou duas medalhas em campeonatos mundiais: um bronze  na perseguição por equipes na pista em 1965 e uma prata no contrarrelógio por equipes na estrada em 1970.
Puzrla morreu em 24 de maio de 2021, aos 75 anos de idade.